# داغ ننگ (فیلم ۱۹۷۳)
داغ ننگ (آلمانی: Der Scharlachrote Buchstabe) فیلمی به کارگردانی ویم وندرس است که در سال ۱۹۷۳ منتشر شد.